# Украдена срца
Украдена срца (енгл. „Two If by Sea“) је америчка романтична комедија из 1996. године, са Сандром Булок и Денисом Лиријем у главним улогама.

## Радња
Френк (Денис Лири), ситни преварант, добија прилику да проведе фантастичан викенд са својом девојком Роз (Сандра Булок) у луксузном одмаралишту окруженом јахтама, кавијаром и снобовима. Ову шансу Френку и његовој девојци даје украдена слика, за коју се испоставља да је непроцењиво ремек-дело вредно 4.000.000 долара. Идилу прекида агент ФБИ О’Мели (Јафет Кото).

## Улоге
| Глумац         | Улога          |
| -------------- | -------------- |
| Сандра Булок   | Роз            |
| Денис Лири     | Френк О’Брајан |
| Стивен Дилејн  | Еван Марш      |
| Јафет Кото     | агент О’Мели   |
| Мајк Стар      | Фици           |
| Џонатан Такер  | Тод            |
| Вејн Робсон    | Бино Калахан   |
| Мајкл Бадалуко | Квин           |